# 納屋橋饅頭

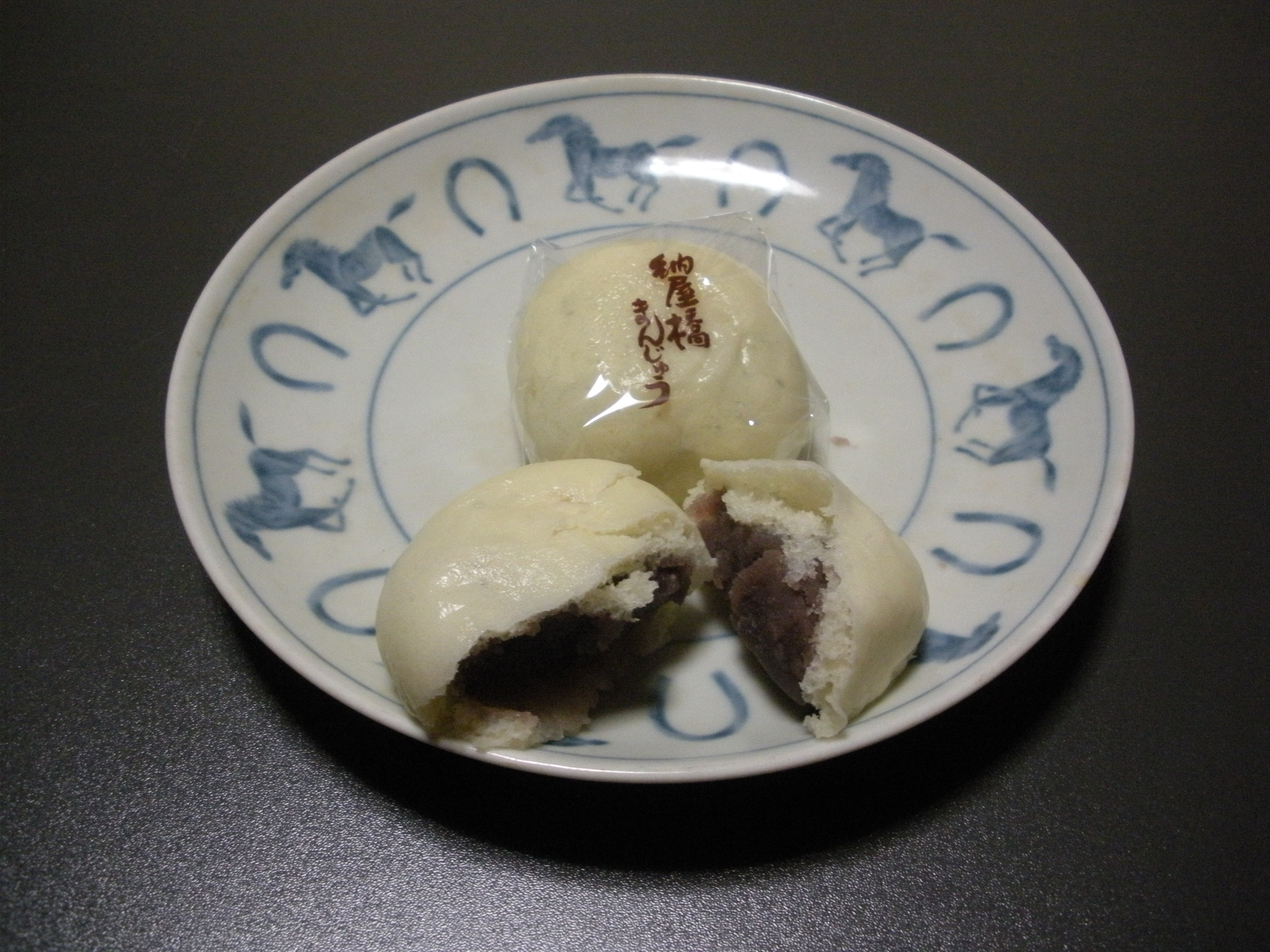
納屋橋饅頭

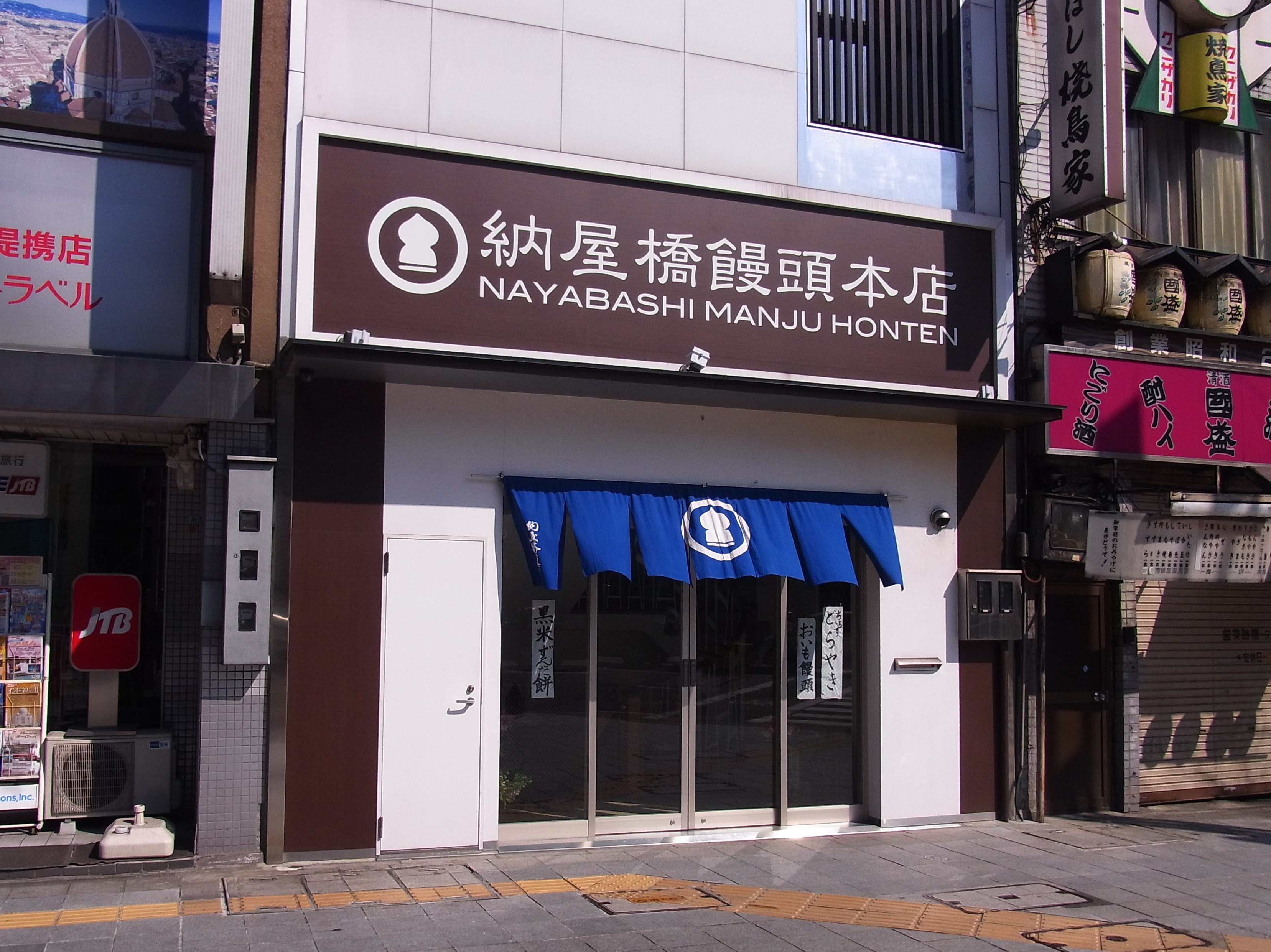
納屋橋饅頭本店

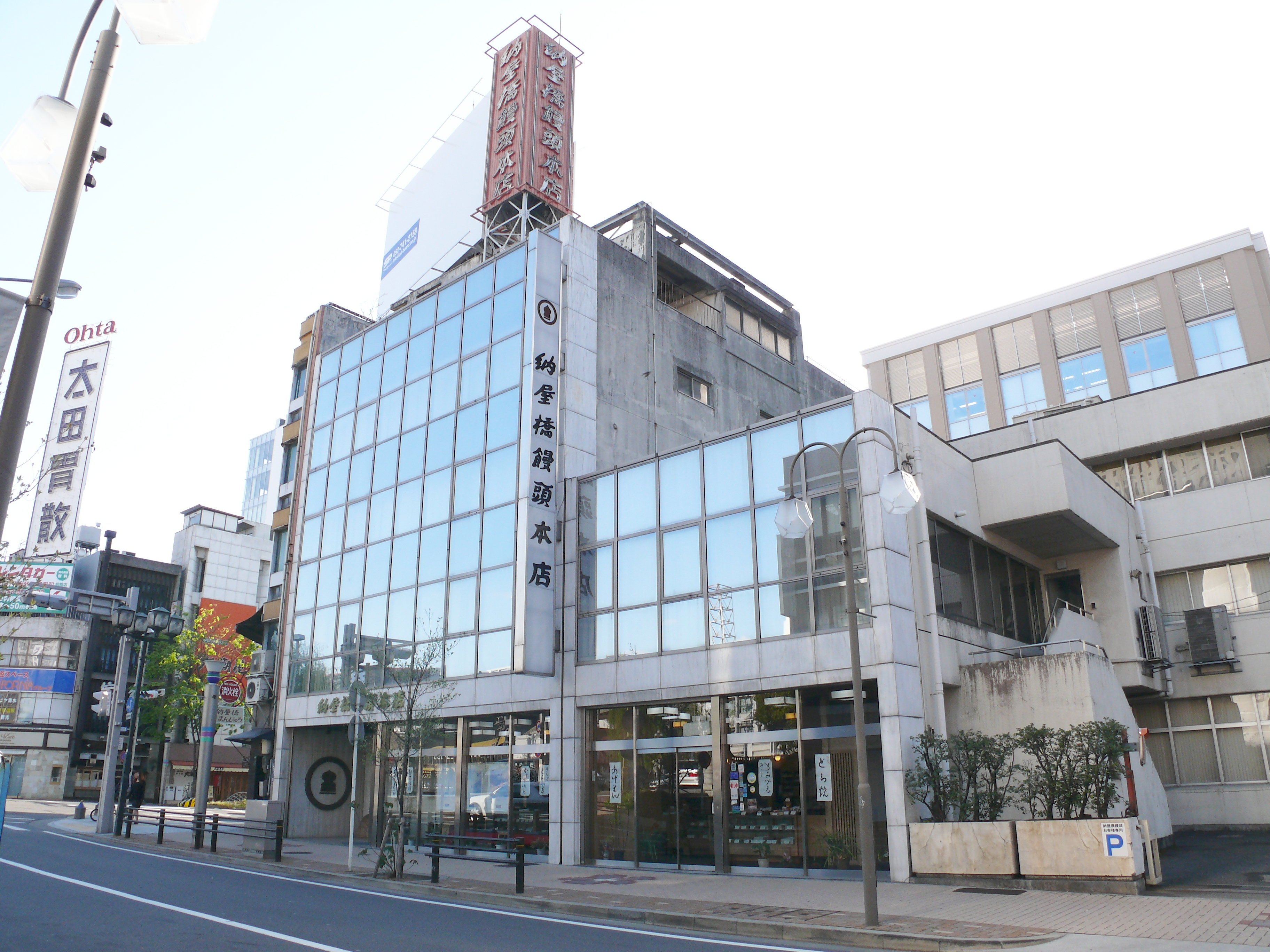
移転前の納屋橋饅頭本店

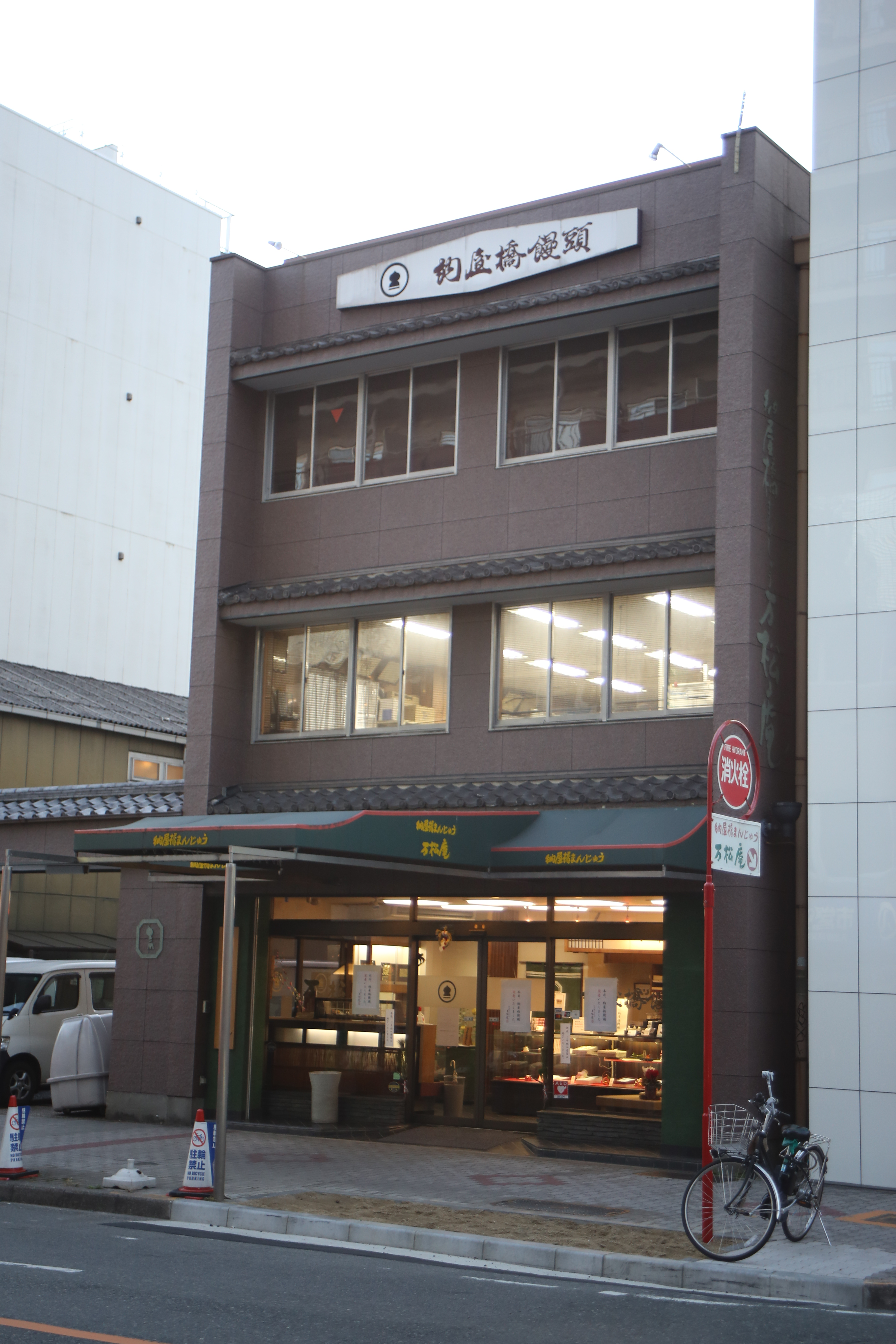
納屋橋饅頭万松庵本店（2022年1月撮影）

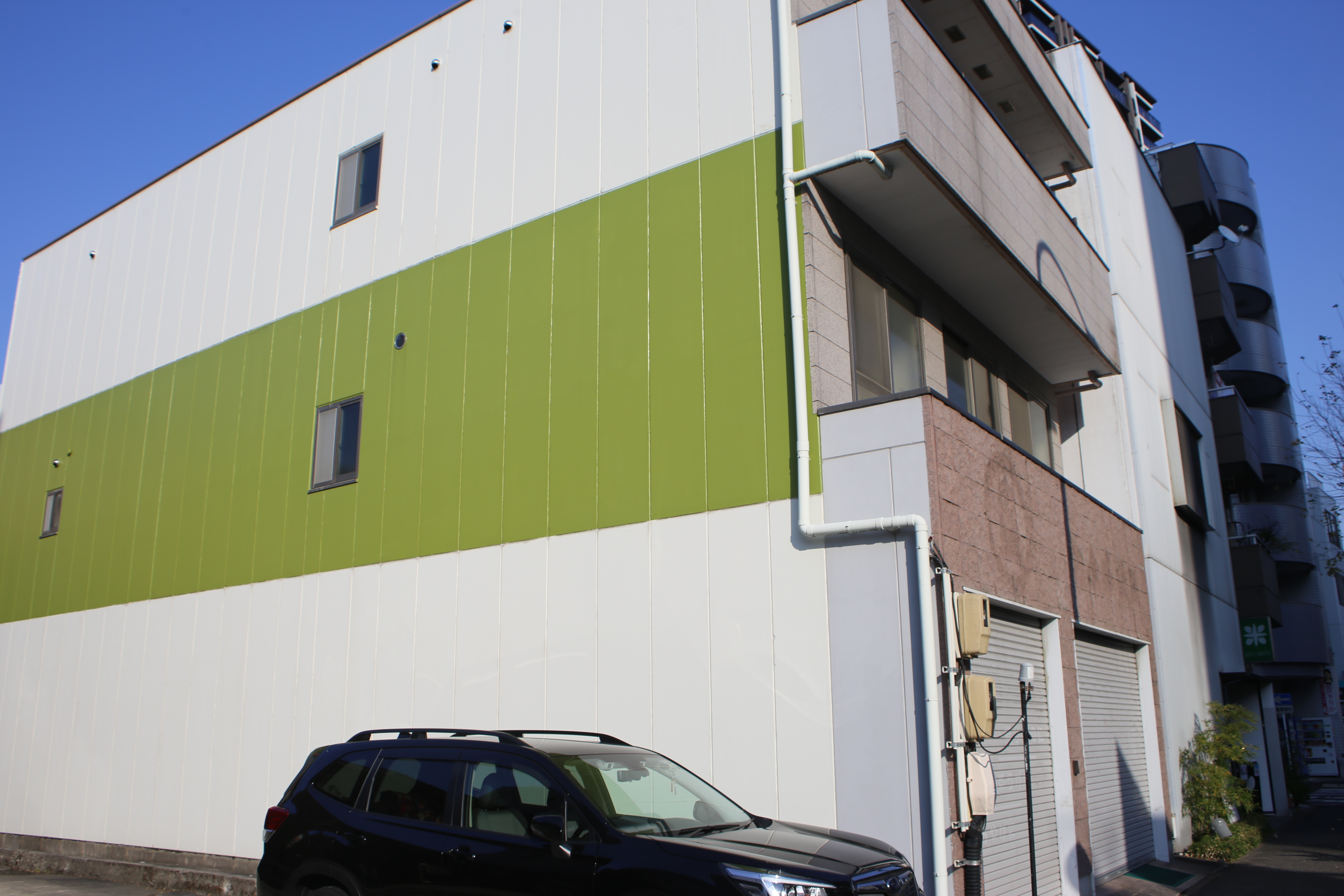
納屋橋饅頭平田町店（2022年12月撮影）

納屋橋饅頭（なやばしまんじゅう）は、愛知県名古屋市の銘菓（土産菓子）。

## 概要
名古屋の土産菓子の定番として、駅売店や百貨店などで幅広く売られている。酒饅頭で、皮には一切の砂糖を加えないのが特徴。皮は酒母と麹にもち米をあわせて小麦粉で練り上げて自然発酵させる。保存料などを使用していないのですぐ固くなるが、蒸しなおせば旨味が増す。揚げたり炙り焼きにしてもよい。
1886年（明治19年）、三重県桑名郡（現在の桑名市）の出身で米運搬の船頭をしていた三輪伊三郎が、納屋橋のそばに「伊勢屋」を創業、饅頭を売り始めた。1913年（大正2年）に納屋橋の掛け替え工事が完成し、夫婦が3代いる者により渡り初めが行われることになったが、「伊勢屋」の店主家族に白羽の矢が立った。それを機に「伊勢屋」は「納屋橋饅頭」に屋号を改めた。
工場の老朽化により、「衛生面、安全面、環境面で自信を持って製造販売することができなくなった」として、2022年（令和4年）1月10日で製造販売を終了することを2021年（令和3年）12月に発表した。

## 製造元
現在、本家と分家2店により製造・販売されている。各店とも、擬宝珠を象ったロゴマークを設定している。

### 納屋橋饅頭本店
納屋橋饅頭の本家本元。創業以来、愛知県名古屋市中村区名駅に店を構える。2007年（平成19年）に消費期限内に売れ残った商品からあんを取り出して再加熱し、再び使い回していたことが発覚した。2007年（平成19年）末に納屋橋のそばに位置した店舗・工場建物は解体され、広小路通の柳橋交差点近くに店舗を移転した。業績低迷などを理由に2016年（平成28年）末より休業中。
- 社名：合名会社納屋橋饅頭
- 住所：愛知県名古屋市中村区名駅5-38-9

### 納屋橋饅頭万松庵
1919年（大正8年）に本家で番頭を務めていた中島一一が暖簾分けをしてもらい独立、愛知県名古屋市中区大須の万松寺のそばで創業した。1997年（平成9年）、饅頭にトレハロースを混ぜることにより日持ちする製造法を確立した。
また、納屋橋まんじゅうを揚げた「揚げまん棒」を大須万松寺通店で販売。パイ生地で包んだ「パイまん」を大須と名駅地下街サンロードの直営店で販売している。老朽化した工場の取り壊しを理由に、2022年（令和4年）1月11日より製造販売を中止することを公表した。
- 社名：合名会社納屋橋饅頭万松庵
- 住所：愛知県名古屋市中区大須2-6-11

### 納屋橋饅頭平田町店
本店の味を継承し、昔ながらのもっちり感にこだわり手作りの製造を行っていた。愛知県名古屋市東区の店舗と名古屋近郊のスーパーマーケットで取り扱っていたが、2021年（令和3年）3月30日をもって閉店した。
- 社名：有限会社納屋橋饅頭平田町分店
- 住所：愛知県名古屋市東区飯田町55